# Walter C. Sweeney Sr.

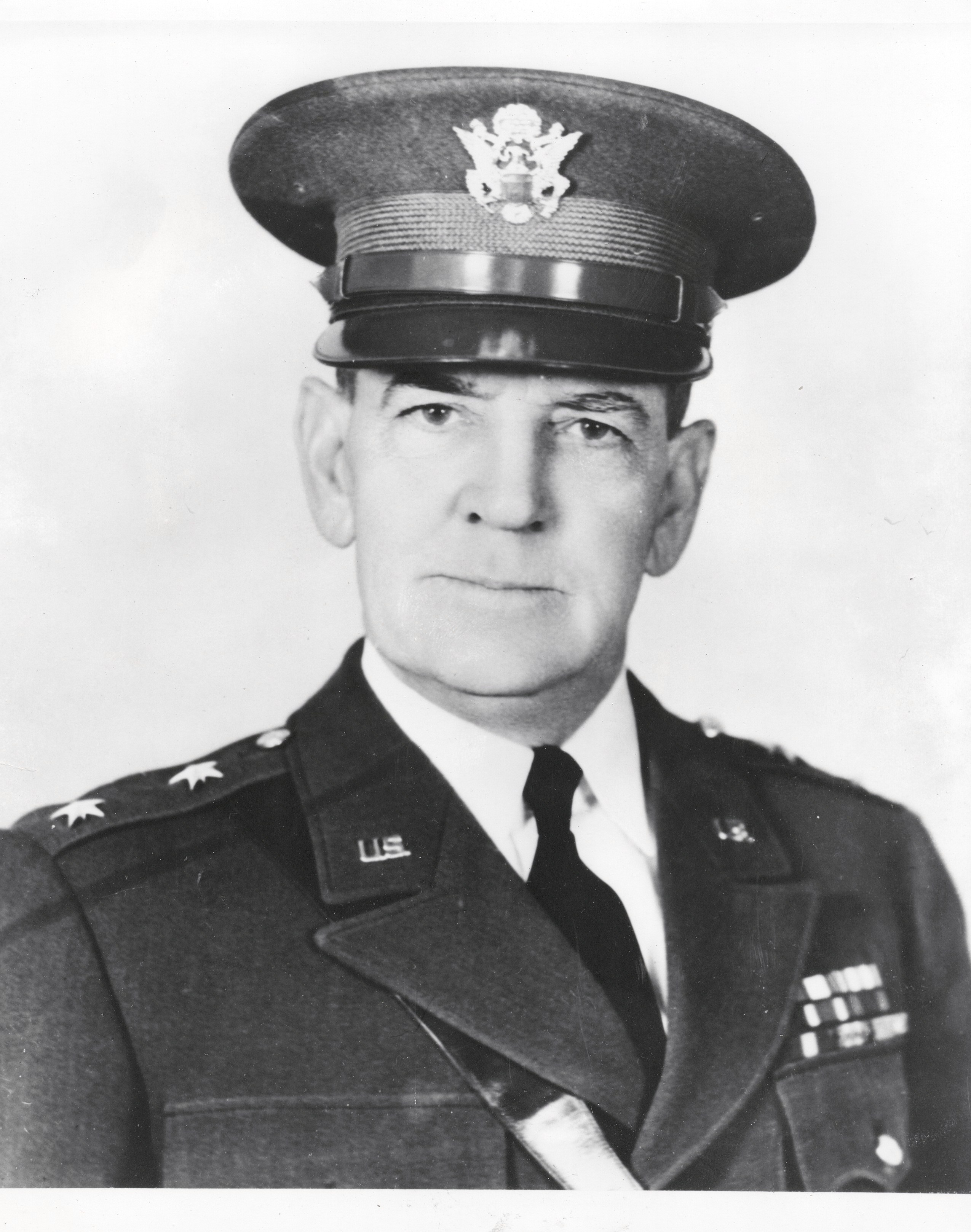
Walter C. Sweeney Sr.

Walter Campbell Sweeney Sr. (* 16. November 1876 in Wheeling, West Virginia; † 4. September 1963 in San Francisco, Kalifornien) war ein Generalmajor der United States Army. Er war unter anderem Kommandeur der 3. Infanteriedivision.

## Leben
Walter Sweeney war ein Sohn von Andrew James Sweeney (1827–1893) und dessen Frau Maria Elizabeth Hanna (1838–1909). Der Vater war Betreiber eines Elektrizitätswerks in Wheeling und mehrfach Bürgermeister dieser Stadt. Walter Sweeney besuchte die öffentlichen Schulen seiner Heimat. Zu Beginn des Spanisch-Amerikanischen Kriegs trat er als Freiwilliger in eine Infanterieeinheit des Staates West Virginia ein. Diese wurde nicht im Krieg eingesetzt. Im Jahr 1899 gelangte er als Leutnant in das Offizierskorps des regulären US-Heeres, wo er der Infanterie zugeteilt wurde. In der Armee durchlief er anschließend alle Offiziersränge vom Leutnant bis zum Zwei-Sterne-General.
Im ersten Jahrzehnt des 20. Jahrhunderts war Walter Sweeney auf den Philippinen stationiert, wo er am Philippinisch-Amerikanischen Krieg und der Niederschlagung der Moro-Rebellion beteiligt war. In den Jahren 1916 und 1917 gehörte er während der Mexikanischen Expedition dem Stab des Kommandeurs John J. Pershing an.
Während des Ersten Weltkriegs war Sweeney zunächst Presseoffizier. Später wurde er mit den American Expeditionary Forces auf dem europäischen Kriegsschauplatz eingesetzt. Dort war er Leiter der G2-Abteilung (Nachrichtendienste) der 28. Infanteriedivision. Diese war seit Juli 1918 im Kampfeinsatz und war in der Folge an der Maas-Argonnen-Offensive sowie der Schlacht an der Marne beteiligt. Sweeney blieb bis Anfang des Jahres 1919 bei der 28. Infanteriedivision.
Im Jahr 1920 absolvierte er das United States Army War College. Im Januar 1921 wurde er nach Boston versetzt, wo er im Stab der für die Neuenglandstaaten zuständigen First Corps Area als Nachrichtenoffizier tätig war. Im weiteren Verlauf der 1920er und 1930er Jahre setzte er seine Offizierslaufbahn an verschiedenen Standorten und in unterschiedlichen Funktionen fort. Mit seiner Beförderung zum Brigadegeneral Ende des Jahres 1935 begann seine Zeit als Kommandeur größerer militärischer Verbände. In Fort Douglas im Bundesstaat Utah kommandierte er die 6. Infanteriebrigade. Es folgte seine Beförderung zum Generalmajor und eine Versetzung zum Fort Lewis im Bundesstaat Washington, wo er in den Jahren 1939 und 1940 die 3. Infanteriedivision kommandierte. In dieser Zeit wurde die Division umstrukturiert und den damals modernen militärischen Ansprüchen angepasst.
Im November 1940 schied Walter Sweeney aus dem aktiven Militärdienst aus. Nach dem Eintritt der Vereinigten Staaten in den Zweiten Weltkrieg wurde er im Juni 1942 kurzfristig reaktiviert, um die California State Guard zu leiten. Im Jahr 1943 ging er endgültig in den Ruhestand.
Walter Sweeney Sr. war seit 1904 mit Anne McConnell (1873–1953) verheiratet. Aus dieser Ehe stammt der Sohn Walter C. Sweeney Jr. (1909–1965), der während des Zweiten Weltkrieges bei den United States Army Air Forces diente und später Vier-Sterne-General der United States Air Force wurde. Der Senior starb am 4. September 1963 in San Francisco und wurde auf dem dortigen San Francisco National Cemetery beigesetzt.

## Orden und Auszeichnungen
Walter Sweeney Sr. erhielt im Lauf seiner militärischen Laufbahn unter anderem folgende Auszeichnungen:
- Army Distinguished Service Medal
- Silver Star
- Orden der Ehrenlegion (Frankreich)